# 斯梅里洛
斯梅里洛（義大利語：Smerillo），是意大利费尔莫省的一个市镇。总面积11.32平方公里，人口387人，人口密度34.2人/平方公里（2009年）。ISTAT代码为044070。